# Голлвуд (Вірджинія)
Голлвуд (англ. Hallwood) — місто (англ. town) в США, в окрузі Аккомак штату Вірджинія. Населення — 202 особи (2020).

## Географія
Голлвуд розташований за координатами 37°52′39″ пн. ш. 75°35′22″ зх. д. / 37.87750° пн. ш. 75.58944° зх. д. (37.877425, -75.589563).  За даними Бюро перепису населення США в 2010 році місто мало площу 0,63 км², уся площа — суходіл.

## Демографія
Згідно з переписом 2010 року, у місті мешкало 206 осіб у 74 домогосподарствах у складі 51 родини. Густота населення становила 326 осіб/км².  Було 108 помешкань (171/км²).
Расовий склад населення:
| - 83,5 % — білих - 12,6 % — чорних або афроамериканців - 0,5 % — корінних американців - 1,0 % — осіб інших рас |

До двох чи більше рас належало 2,4 %. Частка іспаномовних становила 4,9 % від усіх жителів.
За віковим діапазоном населення розподілялося таким чином: 25,7 % — особи молодші 18 років, 58,3 % — особи у віці 18—64 років, 16,0 % — особи у віці 65 років та старші. Медіана віку мешканця становила 40,5 року. На 100 осіб жіночої статі у місті припадало 112,4 чоловіків;  на 100 жінок у віці від 18 років та старших — 112,5 чоловіків також старших 18 років.
Середній дохід на одне домашнє господарство  становив 41 300 доларів США (медіана — 33 295), а середній дохід на одну сім'ю — 45 562 долари (медіана — 33 750). Медіана доходів становила 33 929 доларів для чоловіків та 40 938 доларів для жінок. За межею бідності перебувало 24,7 % осіб, у тому числі 30,3 % дітей у віці до 18 років та 25,0 % осіб у віці 65 років та старших.
Цивільне працевлаштоване населення становило 99 осіб. Основні галузі зайнятості: виробництво — 22,2 %, роздрібна торгівля — 15,2 %, науковці, спеціалісти, менеджери — 15,2 %.